# Kaija Mustonen
Pour les articles homonymes, voir Mustonen.
Kaija Marja Mustonen, née le 4 août 1941 à Helsinki est une ancienne patineuse de vitesse finlandaise.

## Biographie
Aux Jeux olympiques d'hiver de 1968 organisés à Grenoble en France, Kaija Mustonen devient championne olympique sur 1 500 mètres, après avoir fini deuxième des Jeux de 1964 sur cette distance. S'ajoutent deux médailles à son palmarès : le bronze sur 1 000 mètres en 1964 et l'argent sur 3 000 mètres en 1968. Elle a gagné quatre médailles de bronze en Championnat du monde, deux sur 1 500 mètres (1964, 1967) et deux sur 3 000 mètres (1967, 1968). 

## Palmarès
| Compétition                              | Or                                       | Argent                        | Bronze         |
| Jeux olympiques                          | 1968 (1 500 m)                           | 1964 (1 500 m) 1968 (3 000 m) | 1964 (1 000 m) |
| Championnats de Finlande toutes épreuves | 1962, 1963, 1964, 1965, 1966, 1967, 1968 | 1960                          | 1961           |

## Records personnels
| Distance     | Temps        | Année |
| ------------ | ------------ | ----- |
| 500 mètres   | 45 s 6       | 1968  |
| 1 000 mètres | 1 min 31 s 5 | 1968  |
| 1 500 mètres | 2 min 20 s 1 | 1968  |
| 3 000 mètres | 5 min 0 s 7  | 1968  |

## Récompenses
Elle a été désignée sportive finlandaise de l'année en 1964 et 1968, à la suite de ses performances lors des Jeux olympiques.